# Хоган, Патти
Патриша (Патти) Хоган (англ. Patricia 'Patti' Hogan, в замужестве Фордайс, англ. Fordyce; род. 21 декабря 1949, Сан-Диего) — американская теннисистка, финалистка Уимблдонского турнира 1969 года в женском парном разряде, игрок сборной США в Кубке Федерации и Кубке Уайтмен.

## Игровая карьера
Участвовала в турнирах с 1961 года, на регулярной основе — с 1964 года. В этом же году завоевала свой первый взрослый титул в одиночном разряде, победив в финале чемпионата Сан-Диего Валери Зигенфасс. В 1967 году дебютировала на Уимблдонском турнире, где рано выбыла из борьбы, но компенсировала это победой в утешительном турнире Wimbledon Plate, где в финале победила Гейл Шеррифф 6-2, 9-7.
В 1968 году впервые вошла в десятку сильнейших теннисисток США, составляемую USTA по итогам сезона, а в следующем году поднялась в национальном рейтинге до пятого места. В 1969 году на Уимблдоне в паре с Пегги Мичел достигла высшего успеха в турнирах Большого шлема: американки победили в 3-м раунде третью сеяную пару Франсуаза Дюрр/Энн Хейдон-Джонс и дошли до финала, где уступили фавориткам соревнования Маргарет Корт и Джуди Тегарт. Лучший результат в турнирах Большого шлема в одиночном разряде показала также на Уимблдоне в 1972 году, когда после победы над 5-й ракеткой турнира Керри Мелвилл пробилась в четвертьфинал, там проиграв Крис Эверт. В турнирах менее высокого ранга завоевала с начала Открытой эры пять титулов в одиночном и более десятка — в парном разряде.
В 1971 и 1973 году выступала за сборную США в Кубке Федерации. Одержала 3 победы в 6 встречах в одиночном и 4 победы в 5 встречах в парном разряде. Также выступала за сборную США в Кубке Уайтмен — регулярных матчах женских сборных США и Великобритании — и завоевала этот трофей в 1972 и 1973 годах. Продолжала выступления до начала 1980-х годов.

## Финалы турниров Большого шлема

### Женский парный разряд (0-1)
| Результат | Год  | Турнир              | Покрытие | Партнёрша   | Соперницы в финале         | Счёт в финале |
| --------- | ---- | ------------------- | -------- | ----------- | -------------------------- | ------------- |
| Поражение | 1969 | Уимблдонский турнир | Трава    | Пегги Мичел | Маргарет Корт Джуди Тегарт | 7-9 2-6       |

## Финалы турниров (Открытая эра)

### Одиночный разряд
| Результат | №   | Год             | Турнир                          | Покрытие  | Соперница в финале | Счёт в финале |
| --------- | --- | --------------- | ------------------------------- | --------- | ------------------ | ------------- |
| Поражение | 1.  | 24 февраля 1969 | Кингстон, Ямайка                |           | Лесли Тёрнер Боури | 6-4 2-6 7-9   |
| Поражение | 2.  | 17 марта 1969   | Финикс, Аризона                 | Хард      | Нэнси Ричи         | 2-6 0-6       |
| Поражение | 3.  | 2 июня 1969     | Манчестер, Великобритания       | Трава     | Мэри-Энн Эйзел     | 4-6 4-6       |
| Победа    | 1.  | 28 июля 1969    | Саут-Ориндж, Нью-Джерси, США    | Трава     | Кристи Пиджин      | 3-6 6-3 6-4   |
| Поражение | 4.  | 25 февраля 1970 | Бостон, США                     | Ковёр (i) | Мэри-Энн Эйзел     | 6-0 3-6 4-6   |
| Поражение | 5.  | 10 марта 1970   | Каракас, Венесуэла              | Грунт     | Мэри-Энн Эйзел     | 3-6 3-6       |
| Поражение | 6.  | 16 марта 1970   | Барранкилья, Колумбия           | Грунт     | Мэри-Энн Эйзел     | 3-6 5-7       |
| Поражение | 7.  | 4 мая 1970      | Гилфорд, Великобритания         | Грунт     | Маргарет Корт      | 4-6 2-6       |
| Поражение | 8.  | 25 мая 1970     | Сербитон, Великобритания        | Трава     | Энн Хейдон-Джонс   | 6-2 3-6 4-6   |
| Победа    | 2.  | 8 июня 1970     | Бекенхэм, Великобритания        | Трава     | Ольга Морозова     | 6-1 6-3       |
| Поражение | 9.  | 6 июля 1970     | Ньюпорт, Великобритания         | Трава     | Ивонн Гулагонг     | 0-6 6-8       |
| Поражение | 10. | 20 июля 1970    | Лестер, Великобритания          | Трава     | Ивонн Гулагонг     | 2-6 2-6       |
| Поражение | 11. | 24 августа 1970 | Саут-Ориндж                     | Трава     | Керри Мелвилл      | 6-7(2) 4-6    |
| Поражение | 12. | 15 февраля 1971 | Тамуэрт, Н. Ю. Уэльс, Австралия | Грунт     | Ивонн Гулагонг     | 1-6 4-6       |
| Поражение | 13. | 29 марта 1971   | Дурбан, ЮАР                     | Хард      | Маргарет Корт      | 2-6 1-6       |
| Победа    | 3.  | 31 мая 1971     | Манчестер                       | Трава     | Кристин Шо         | 6-2 3-6 6-3   |
| Поражение | 14. | 19 июля 1971    | Лестер                          | Трава     | Ивонн Гулагонг     | 2-6 4-6       |
| Поражение | 15. | 29 мая 1972     | Сербитон                        | Трава     | Джойс Уильямс      | 4-6 3-6       |
| Победа    | 4.  | 5 июня 1972     | Манчестер (2)                   | Трава     | Эсме Эммануэль     | 6-2 6-3       |
| Победа    | 5.  | 15 июля 1973    | Уэст-Керби, Великобритания      | Трава     | Шэрон Уолш         | 11-9 4-6 6-4  |
| Поражение | 16. | 15 июля 1974    | Уэст-Керби                      | Трава     | Джеки Фейтер       | 0-6 5-7       |
| Поражение | 17. | 26 мая 1975     | Сербитон                        | Трава     | Грир Стивенс       | 1-6 4-6       |
| Поражение | 18. | 9 июня 1975     | Сербитон                        | Трава     | Грир Стивенс       | 6-4 3-6 4-6   |